# Ligne Flower Nagai
La ligne Flower Nagai (フラワー長井線, Furawā-Nagai-sen) est l'unique ligne ferroviaire de la compagnie Yamagata Railway, située dans la préfecture de Yamagata au Japon. Elle relie la gare d'Akayu à Nan'yō à la gare d'Arato à Shirataka.

## Histoire
La ligne Nagai est ouverte le 26 octobre 1913 entre Akayu et Ringō. Elle est prolongée par étapes de 1914 à 1923 jusqu'à Arato. 
La ligne est cédée par la JR East à la Yamagata Railway qui commence à l'exploiter le 25 octobre 1988 sous le nom de ligne Flower Nagai.

## Caractéristiques

### Ligne
- longueur : 30,5 km
- écartement des voies : 1 067 mm
- nombre de voies : Voie unique

### Liste des gares
| Gare              | Nom japonais | Distance (km) | Correspondances                   | Localisation |
| ----------------- | ------------ | ------------- | --------------------------------- | ------------ |
| Akayu             | 赤湯         | 0             | JR East : Yamagata Shinkansen, Ōu | Nan'yō       |
| Nan'yō-Shiyakusho | 南陽市役所   | 0,9           |                                   | Nan'yō       |
| Miyauchi (ja)     | 宮内         | 3,0           |                                   | Nan'yō       |
| Orihata           | おりはた     | 4,4           |                                   | Nan'yō       |
| Ringō             | 梨郷         | 6,8           |                                   | Nan'yō       |
| Nishi-Ōtsuka      | 西大塚       | 10,3          |                                   | Kawanishi    |
| Imaizumi          | 今泉         | 12,2          | JR East : Yonesaka                | Nagai        |
| Tokiniwa          | 時庭         | 14,9          |                                   | Nagai        |
| Minami-Nagai      | 南長井       | 17,3          |                                   | Nagai        |
| Nagai             | 長井         | 18,3          |                                   | Nagai        |
| Ayame-Kōen        | あやめ公園   | 19,1          |                                   | Nagai        |
| Uzen-Narita       | 羽前成田     | 21,0          |                                   | Nagai        |
| Shirousagi        | 白兎         | 23,2          |                                   | Nagai        |
| Koguwa            | 蚕桑         | 24,6          |                                   | Shirataka    |
| Ayukai            | 鮎貝         | 27,9          |                                   | Shirataka    |
| Shikinosato       | 四季の郷     | 28,6          |                                   | Shirataka    |
| Arato             | 荒砥         | 30,5          |                                   | Shirataka    |